# Masza Wągrocka
Marta „Masza” Wągrocka (ur. 3 października 1992 w Warszawie) – polska aktorka teatralna, filmowa i telewizyjna, wokalistka.

## Życiorys
Jest absolwentką Zespołu Państwowych Ogólnokształcących Szkół Muzycznych I i II stopnia nr 3 im. Grażyny Bacewicz w Warszawie w klasie skrzypiec. Studiowała dwa lata na Wydziale Wokalno-Aktorskim Akademii Muzycznej im. Stanisława Moniuszki w Gdańsku ze specjalnością musical, ale porzuciła te studia, aby skupić się na aktorstwie dramatycznym. W 2015 roku została laureatką stypendium Ministra Kultury i Dziedzictwa Narodowego dla studentów uczelni artystycznych za osiągnięcia w twórczości artystycznej oraz została wyróżniona główną nagrodą aktorską na 35. Festiwalu Szkół Teatralnych w Łodzi. W 2018 roku ukończyła studia na Akademii Teatralnej im. Aleksandra Zelwerowicza w Warszawie. 
W 2017 roku dołączyła do zespołu aktorskiego Teatru Narodowego w Warszawie. Wcześniej występowała w innych warszawskich teatrach m.in. Och-Teatrze oraz w Teatrze Muzycznym „Roma”, gdzie w maju 2018 roku wystąpiła w polskiej prapremierze musicalu „Once”.

## Role teatralne
Źródło:
| Rok  | Przedstawienie                                                           | Rola                                             | Teatr                                                      |
| ---- | ------------------------------------------------------------------------ | ------------------------------------------------ | ---------------------------------------------------------- |
| 2015 | Parawan                                                                  | role                                             | Akademia Teatralna im. Aleksandra Zelwerowicza w Warszawie |
| 2015 | Maria Callas. Master Class                                               | Sophie de Palma                                  | Och-Teatr                                                  |
| 2016 | Pierwsza lepsza                                                          | Elwira, Zosia                                    | Potem-o-tem                                                |
| 2017 | ICOIDI                                                                   | Karen                                            | Teatr Collegium Nobilium                                   |
| 2017 | Twórcy Obrazów                                                           | Tora Teje                                        | Teatr Narodowy                                             |
| 2018 | Śmierć Dantona                                                           | Adelajda                                         | Teatr Narodowy                                             |
| 2018 | Dziady                                                                   | Maryla                                           | Teatr Narodowy                                             |
| 2018 | Gluten Sex                                                               | Pola Data                                        | Potem-o-tem                                                |
| 2018 | Once                                                                     | Dziewczyna                                       | Teatr Muzyczny „Roma” (Nova Scena)                         |
| 2019 | Zemsta nietoperza                                                        | Adela                                            | Teatr Narodowy                                             |
| 2021 | Trzy siostry                                                             | Natalia                                          | Teatr Narodowy                                             |
| 2021 | Śnieg                                                                    | Siostra/Makryna                                  | Teatr Narodowy                                             |
| 2021 | Piknik pod Wiszącą Skałą. Nowa adaptacja sceniczna powieści Joan Lindsay | Marion                                           | Teatr Narodowy                                             |
| 2022 | Księgi Jakubowe                                                          | Dziewczyna z Podola Elżbieta Drużbacka Ewa Frank | Teatr Narodowy                                             |
| 2023 | Believe me, there will be NO PORN                                        | Paula                                            | Potem-o-tem                                                |

## Film
Źródło:
| Rok       | Tytuł                          | Rola                             | Uwagi                     |
| --------- | ------------------------------ | -------------------------------- | ------------------------- |
| 2016      | Autor Solaris                  | Halina                           | w inscenizacji „Korzenie” |
| 2018      | Diagnoza                       | Jagna Bujak, córka Olgi          | odc. 20, 21               |
| 2019      | Pół wieku poezji później       | Filippa                          |                           |
| 2019–2020 | Zakochani po uszy              | Tamara Lenartowicz, żona Pawła   |                           |
| 2020      | Mały zgon                      | hostessa                         | odc. 10                   |
| 2020      | Król                           | Zosia, narzeczona Moryca Szapiry |                           |
| 2021      | Najmro                         | Tereska                          |                           |
| 2021      | Krucjata. Prawo serii          | podkomisarz Ula Urbańska         |                           |
| 2021      | Planeta singli. Osiem historii | Ewa Kuczyńska                    | odc. 6                    |
| 2022      | Erynie                         | Henryka Machl, żona mecenasa     | odc. 8                    |
| 2022      | Brokat                         | Luna                             | odc. 2, 8                 |
| 2022      | Noc w przedszkolu              | Dorota Kwiatkowska               |                           |
| 2023      | Dzień matki                    | ganguska                         |                           |
| 2023      | Kiedy ślub?                    | Gosia, przyjaciółka Wandy        |                           |
| 2024      | Matki pingwinów                | Kamila Barska                    |                           |

## Dubbing
- 2016: Avengers: Zjednoczeni
- 2016: Wojownicze żółwie ninja: Wyjście z cienia
- 2016: BoJack Horseman – Emily
- 2017: Thor: Ragnarok
- 2017: Gwiezdne wojny: Ostatni Jedi
- 2017: Rick i Morty – Summer Smith (druga wersja dubbingu)
- 2018: Czarna Pantera – Nakia
- 2018: Player One – Samantha Evelyn Cook / Art3mis
- 2018: Rozczarowani – Bean
- 2019: Wiedźmin – Sabrina Glevissig
- 2019: Alita Battle Angel – Alita
- 2020: Szybcy i Wściekli: Wyścigowi Agenci – Echo

### Słuchowiska
- 2016: Powstanie Warszawskie. Wędrówka po walczącym mieście
- 2018: Szczegółowa teoria życia i umierania[7]

## Wybrane nagrody
- 2017: 35. Festiwal Szkół Teatralnych w Łodzi – laureatka głównej nagrody aktorskiej[4]